# Donde duermen dos... duermen tres
Donde duermen dos... duermen tres es una película argentina, dirigida por Enrique Cahen Salaberry estrenada el 12 de agosto de 1979 protagonizada por Susana Giménez y Juan Carlos Calabró.

## Sinopsis
Los protagonistas, Susana Giménez y Juan Carlos Calabro interpretan a un típico matrimonio porteño, él empleado de comercio y ella está terminando sus estudios universitarios. Viven en un pequeño departamento y se complementan perfectamente en los quehaceres de la vida diaria.
Al poco tiempo la situación se revierte, ella comienza a trabajar ocupando un importante puesto ejecutivo, y el pasa a ocupar el rol de "amo" de casa. 
De esta manera se plantean situaciones cotidianas como las de cualquier matrimonio, con la diferencia que en este caso los roles están invertidos, pero a ninguno de ellos parece afectarlos y se muestran cómodos viviendo de esa manera. La llegada de un amigo que viene a quedarse unos días en viaje de negocios agrega un condimento extra a la trama de la película.

## Reparto
- Susana Giménez....................Marta
- Juan Carlos Calabró..............Enrique
- Juan Carlos Dual...................Juan
- Elina Colomer........................madre de Marta
- Vicente Rubino....................don Roque padre de Marta
- Sergio Velasco Ferrero........expositor meeting
- Norma López Monet.............secretaria Marta
- Berugo Carámbula................mozo organista
- Cacho Espíndola.................albañil
- Tristán.................................albañil
- Alberto Domínguez
- Alberto Busaid......................Bermúdez (vecino)
- Zulma Grey...........................sra. de Bermúdez
- Susana Monetti
- Tatave
- Edelma Rosso
- Isidro Fernán Valdez...........portero
- Buryúa Rey
- René Roxana
- Luis Corradi..........................presidente directorio
- Ernesto Noguez
- Lilly Vicet
- Lisardo García Tuñon........taxista
- Victor Villa
- Alicia Rojas
- Luis Martínez Rusconi
- Susana Sisto
- Alejandro Celaya
- Coco Fosati
- Isabel Sprenger
- Ubaldo Bravo
- Estela de la Rosa
- Alicia Drago

- Datos: Q5295552